# Zwarte draakvissen
Zwarte draakvissen (Idiacanthinae) zijn een onderfamilie van straalvinnige vissen uit de orde van Draakvisachtigen (Stomiiformes).

## Geslacht
- Idiacanthus W. K. H. Peters, 1877